# Astra 1C
Astra 1C luxemburgi kommunikációs műhold. SES Astra 3. műholdja.

## Küldetés
Elősegíteni a rádió- és televíziócsatornák kisméretű parabolaantennával történő analóg vételét.

## Jellemzői
Gyártotta a Hughes, üzemeltette a Société Européenne des Satellites-Astra (SES Astra) Európa 3. műhold üzemeltető magáncége. Társműholdja a Oscar 24 (francia), azaz Orbiting Satellite Carrying Amateur Radio.
Megnevezései:  COSPAR: 1993-031A; SATCAT kódja: 22653.
1993. május 12-én a Guyana Űrközpontból, az ELA–2 jelű indítóállványról egy Ariane–4 (42L V56) hordozórakétával állították magas Föld körüli pályára (HEO = High-Earth Orbit). Az orbitális pályája 1455,77 perces, 6.69° hajlásszögű, Geoszinkron pálya perigeuma 36 133 kilométer, az apogeuma 36 220 kilométer volt.
Alakja prizma, méretei 2,3 x2,5x 2,5 méter. Induló tömege 2700 kilogramm. Szolgálati idejét 12 évre tervezték. Három tengelyesen stabilizált (Nap-Föld érzékeny) űreszköz. 66 televíziós csatorna adását biztosította Nyugat-Európa és a Kanári-szigetek részére. Telemetriai szolgáltatását antennák segítik. Információ lejátszó KU-sávos, 24 (18 aktív+6 tartalék) transzponder biztosította Európa lefedettségét. Az űreszközhöz napelemeket rögzítettek (kinyitva 21 méter; 3 300 W), éjszakai (földárnyék) energia ellátását újratölthető kémiai, nikkel-hidrogén akkumulátorok biztosították. A stabilitás és a pályaelemek elősegítése érdekében (monopropilén hidrazin) gázfúvókákkal felszerelt.
2006. július 14-én az Astra 1KR rendszerbe állásával feladatát befejezte. Helyére az Astra 1L került.
Mivel a műhold a Sky csatornák nyugati országok sugárzását volt hivatott ellátni, Magyarországon minimum 90 cm-es antennával volt lehetőség jobb minőségű kép vételére. a 2000-es években erről a műholdról sugárzott a BR Alpha, az RTL Shop, az MTV2POP, később a Nick és a német Viva TV is.